# Бакари Сања
Бакари Сања (фр. Bacary Sagna; Санс, 14. фебруар 1983) бивши је француски фудбалер који је играо на позицији одбрамбеног играча.

## Клупска каријера
Бакари је каријеру почео у Б екипи Оксера да би од 2004. године постао и стални члан прве екипе. За први тим Оксера одиграо је 87 утакмица и није постигао ни један гол. Са Оксером је играо УЕФА куп и освојио Француски куп. У Арсенал је дошао 2007. за 11 милиона евра. Дебитовао је 19. јула против Генчлербирлигија у пријатељској утакмици. У Премијер лиги је дебитовао против Фулама. Први гол у дресу Арсенала дао је Челсију 23. марта 2008.

## Репрезентативна каријера
За сениорску репрезентацију Француске је дебитовао 22. августа 2007. године, на утакмици против Словачке када је у игру ушао уместо Франсоа Клерка. Одиграо је једну утакмицу у квалификацијама за Европско првенство 2008. Укупно је одиграо 65 утакмица.

## Трофеји

### Клупски
Оксер
- Куп Француске (1) : 2004/05.
- Интертото куп (1) : 2006.

Арсенал
- ФА куп (1) : 2013/14.

Манчестер сити
- Лига куп Енглеске (1) : 2015/16.

### Индивидуални
- Најбољи играч Оксера у сезони 2006/07.
- Најбољи тим Лиге 1 2006/07.
- Најбољи Француски десни бек 2006/07.
- Најбољи тим Премијер лиге 2007/08.
- Најбољи десни бек Премијер лиге 2007/08.